# 유진 구스트만
유진 구스트만(Eugene Goostman)은 인간과 구별이 되지 않을 정도의 컴퓨터 대화 능력 테스트인 튜링 테스트에서 승리한 것으로 일부 사람들에 의해 간주된 챗봇이다. 2001년 상트페테르부르크에서 러시아 태생의 3명의 프로그래머들 Vladimir Veselov, Ukrainian-born Eugene Demchenko, Sergey Ulasen이 개발하였다. 구스트만은 13세의 우크라이나 소년으로 묘사되었다.

## 같이 보기
- 자연어 처리